# Palácio Palmela
O Palácio Palmela é um palácio localizado na freguesia de Santo António, em Lisboa.
Está classificado como Imóvel de Interesse Público desde 2006.
Actualmente é a sede da Procuradoria-Geral da República.

## História
O edifício remonta ao final do século XVIII. Manuel Caetano de Sousa foi quem projectou o edifício no ano de 1792, data do início das obras em terreno cedido pela Coroa, para aí instalar a sua residência. Passou depois, por herança, para seu filho, o também arquitecto Francisco António de Sousa. 
Após o degredo de Francisco António de Sousa, e do confisco dos seus bens, o Palácio passou ao Estado que o vendeu em hasta pública, sendo adquirido por Henrique Teixeira de Sampaio (1774-1833), barão de Teixeira e futuro 1º conde da Póvoa que nele residiu com a sua mulher Luísa Maria Rita Baltazar de Noronha (filha dos condes de Peniche). Por morte do 1º conde da Póvoa passa o Palácio para o seu filho e herdeiro, ainda menor ao tempo, João Maria de Noronha e Sampaio (1826-1837), 2º conde da Póvoa. 
Por morte deste herdou o Palácio a sua irmã, Maria Luísa, cujo casamento estava já tratado, por imposição real, com o filho herdeiro do duque de Palmela, D. Domingos de Sousa Holstein, 1º marquês do Faial, 2º conde de Calhariz e depois 2º duque de Palmela, passando o Palácio a integrar o património da Casa de Palmela, dando origem ao nome que se conserva desde então.
Sofreu diversas obras de remodelação ao longa da sua história: depois de adquirido pelo 1º conde da Póvoa, em 1823; por altura do casamento da filha do dono do palácio (conde da Póvoa) com o filho do duque de Palmela, em 1837.
Do aspecto exterior é de referir a fachada com janelas rectangulares, as varandas gradeadas a ferro forjado, de cada lado da porta principal a presença de duas esculturas representado a força e o trabalho e a presença das armas dos duques de Palmela a rematar a entrada.

## Actualidade
Em 1977 o palácio é adquirido pelo Estado Português, mediante compra do Ministério da Justiça, que aí instalou, desde 1980, a sede da Procuradoria-Geral da República.
Em 1981 o edifício sofreu um incêndio, tendo a capela sido a perda mais significativa. Localizada nos dois pisos superiores, erguidos para o efeito, e que pela natureza dos materiais em que era construída, madeira e tela, foi rapidamente consumida, causando alguns danos nas dependências que se encontravam nas imediações. No local da antiga capela, sob o risco do mestre Júlio Brás, foi instalada uma sala de conferências.